# Amphibienfahrzeug

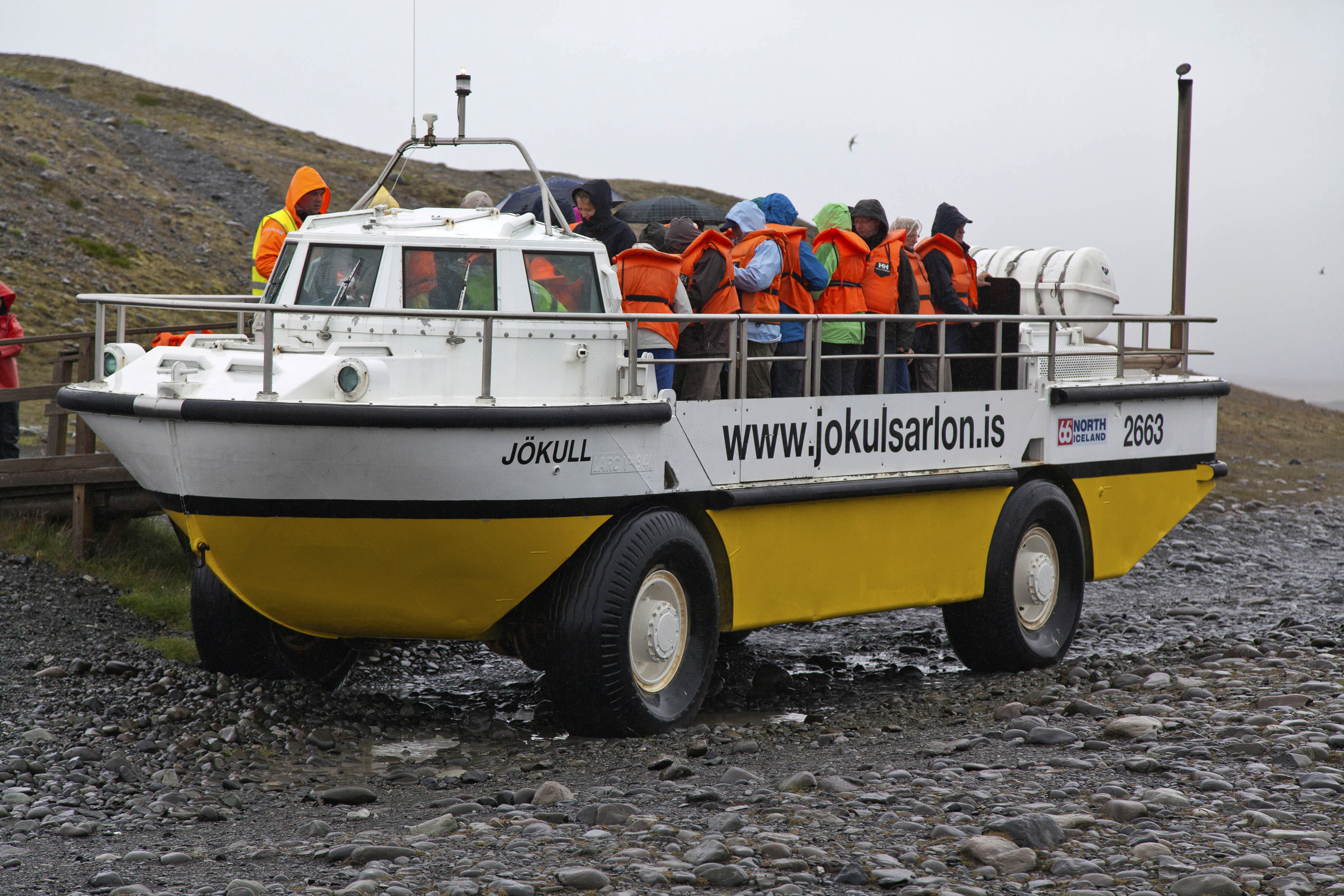
Amphibienfahrzeug LARC V am Jökulsárlón

Ein Amphibienfahrzeug ist ein Fahrzeug, das sowohl auf dem Land als auch auf der Wasseroberfläche fahren kann. Das Amphibienfahrzeug ist nach den Amphibien benannt, also Tieren, die sowohl auf dem Land als auch im Wasser leben können. Neben Kraftfahrzeugen mit zusätzlichem Wasserantrieb gehören dazu im weiteren Sinne auch etwa Luftkissenfahrzeuge und Amphibienflugzeuge.

## Geschichte

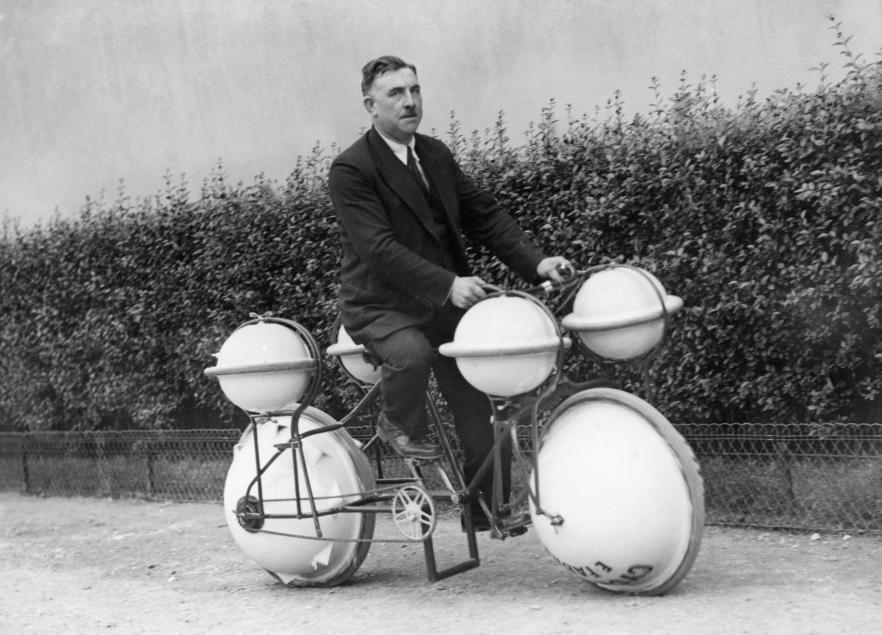
Amphibienfahrrad, Paris 1932

### Erste Entwürfe zu kombinierten Land- und Schwimmfahrzeugen
Der Italiener Agostino Ramelli entwarf 1588 im Dienste von Heinrich III. einen Kampfwagen, der an Land von Pferden gezogen werden sollte, und im Wasser mit zwei Schaufelrädern durch Muskelkraft bewegt wurde.
Im Jahr 1804 entwickelte der Amerikaner Oliver Evans den Orukter Amphibolos [sic], ein dampfgetriebenes Fahrzeug mit vier Rädern und einem Schaufelrad am Heck. Durch Verstellen von Riemenscheiben konnte auf den jeweiligen Antrieb umgeschaltet werden. Das Fahrzeug war als Hafenbagger konzipiert; nach der Wasserung wurde der Rumpf vom Fahrgestell getrennt, sodass es aus eigener Kraft nicht mehr an Land zurückkehren konnte.
Das erste bekannte motorisierte Amphibienfahrzeug entstand im Jahr 1899 in Dänemark unter dem Namen Magrelen Amphibium. Der Erfinder Karl Maisch aus Karlsruhe patentierte 1906/1907 ein Land- und Wasserautomobil und erhielt das Patent CH37971, In Paris erprobte Jules Julien Ravaillier im Jahr 1907 ein Automobil mit Bootskörper und Benzinmotor, das auch als Ravaillier Canot-Voiture-Touriste bekannt wurde. Ravaillier erhielt 1907 das Patent US875210 und weitere auf seine Konstruktion. Zahlreiche weitere Versuche folgten, den relativ neuen Automobilen das Schwimmen beizubringen, die bis Mitte der 1920er größtenteils darin bestanden, Fahrgestelle an Boote zu montieren. Am 19. April 1909 erhielt Jean Rech aus Mehlem das Patent Nr. 208869 für ein zu Wasser und zu Land nutzbares Fahrzeug erteilt.

### Zweiter Weltkrieg

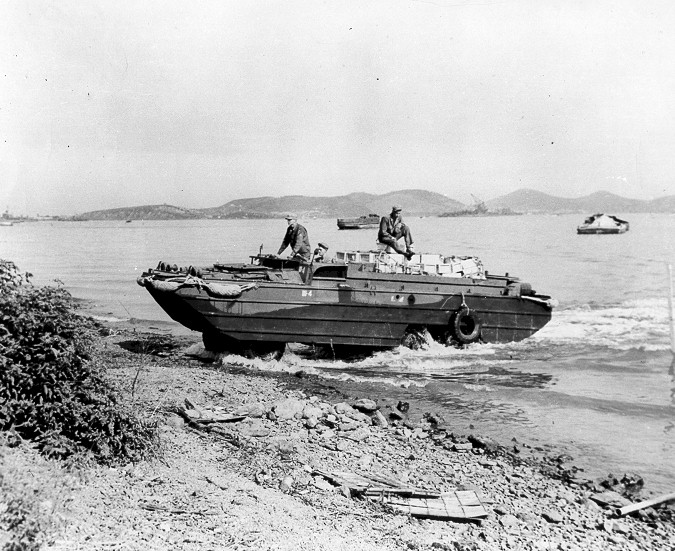
Ein DUKW während des Zweiten Weltkrieges

Ein bedeutender Schub in der Entwicklung schwimmfähiger Fahrzeuge waren die Anforderung der Militärs im Zweiten Weltkrieg, um die Möglichkeiten zur amphibischen Anlandung großer Truppenteile zu ermöglichen.
In Deutschland wurde hierzu zunächst der VW-128 gebaut, eine schwimmfähige Version des VW Kübelwagens, dessen Verbreitung sich jedoch aufgrund schlechter Fahreigenschaften zu Land und zu Wasser in Grenzen hielt.
Erst das Nachfolgemodell, der Volkswagen Typ 166 Schwimmwagen, wurde in größeren Stückzahlen gebaut. Erwin Komenda, der erste Karosseriedesigner von Porsche, entwarf das Modell. Er ließ sich beim Deutschen Patentamt seine Ideen zum Schwimmwagen patentieren. Betrachtet man die Mechanik, so war es ein umgebauter KdF-Wagen (später bekannt als VW Käfer). Der Schwimmwagen wurde damals in den Volkswagen-Werken in Wolfsburg hergestellt. Die neu gegründete Stadt hieß damals Stadt des KdF-Wagens bei Fallersleben.
Dessen ungeachtet waren auch die Alliierten nicht untätig und schufen etwa gleichzeitig den Ford GPA, einen schwimmfähigen Jeep, und den DUKW, einen kleinen LKW. An der Landung in der Normandie nahmen außerdem schwimmfähige Varianten des Sherman-Panzers, sogenannte DD tanks, und eigens konstruierte Landing Vehicle Tracked teil. Diese LVTs mit ihren zahlreichen Versionen bildeten das Rückgrat der alliierten Offensive im Pazifikkrieg.

### Nachkriegszeit

#### Militär und Katastrophenschutz

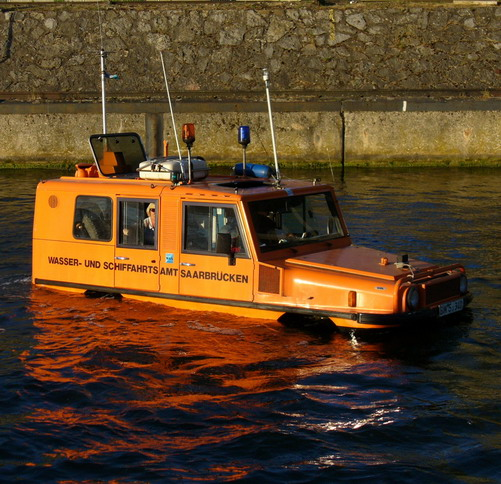
Deutsches Amphibienfahrzeug Amphi-Ranger

Nach dem Zweiten Weltkrieg wurden etliche Versuche unternommen, Militär und Katastrophenschutz mit amphibischen Fahrzeugen auszurüsten.
So sollten z. B. der Europa-Jeep und die zweite Generation taktischer Lkws schwimmfähig sein. In den Armeen des Warschauer Paktes waren amphibische Fahrzeuge recht häufig anzutreffen, während man in Westeuropa meist auf Wateinrichtungen zur Durchfahrung von Wasserhindernissen am Grund auswich.
Ein Beispiel für einen rein zivilen Amphibien-LKW ist der E.W.K. Bison, der für den Einsatz im Katastrophenschutz gedacht war, neben dem Prototyp sollten auch Varianten für Feuerlösch- und Bergezwecke gebaut werden.

#### Zivil

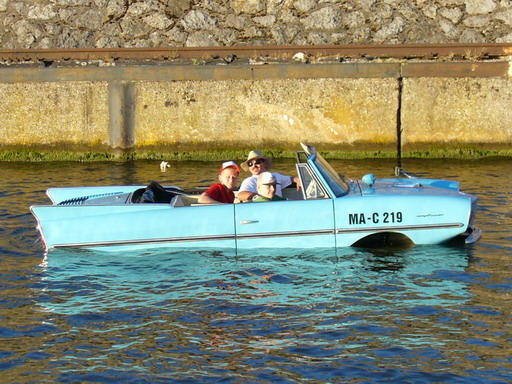
Amphicar 770 im Stuttgarter Hafen

Aber auch zivil wurden etliche Versuche unternommen, Amphibienfahrzeuge zu produzieren, z. B. Amphicar 770 und Amphi-Ranger; die meisten schwimmfähigen Fahrzeuge entstehen jedoch als Eigenumbauten. Besonders kreativ waren hierbei kubanische Flüchtlinge, die mit umgebauten amerikanischen Oldtimern die Flucht in die Vereinigten Staaten versuchten. Angeblich wurden sie jedoch stets von der Küstenwache aufgegriffen und zurückgeschickt, ihre Fahrzeuge wurden versenkt.
In London, Seattle und Boston werden umgebaute DUKW für Stadtrundfahrten inklusive Flussfahrt eingesetzt.

##### Salzburg

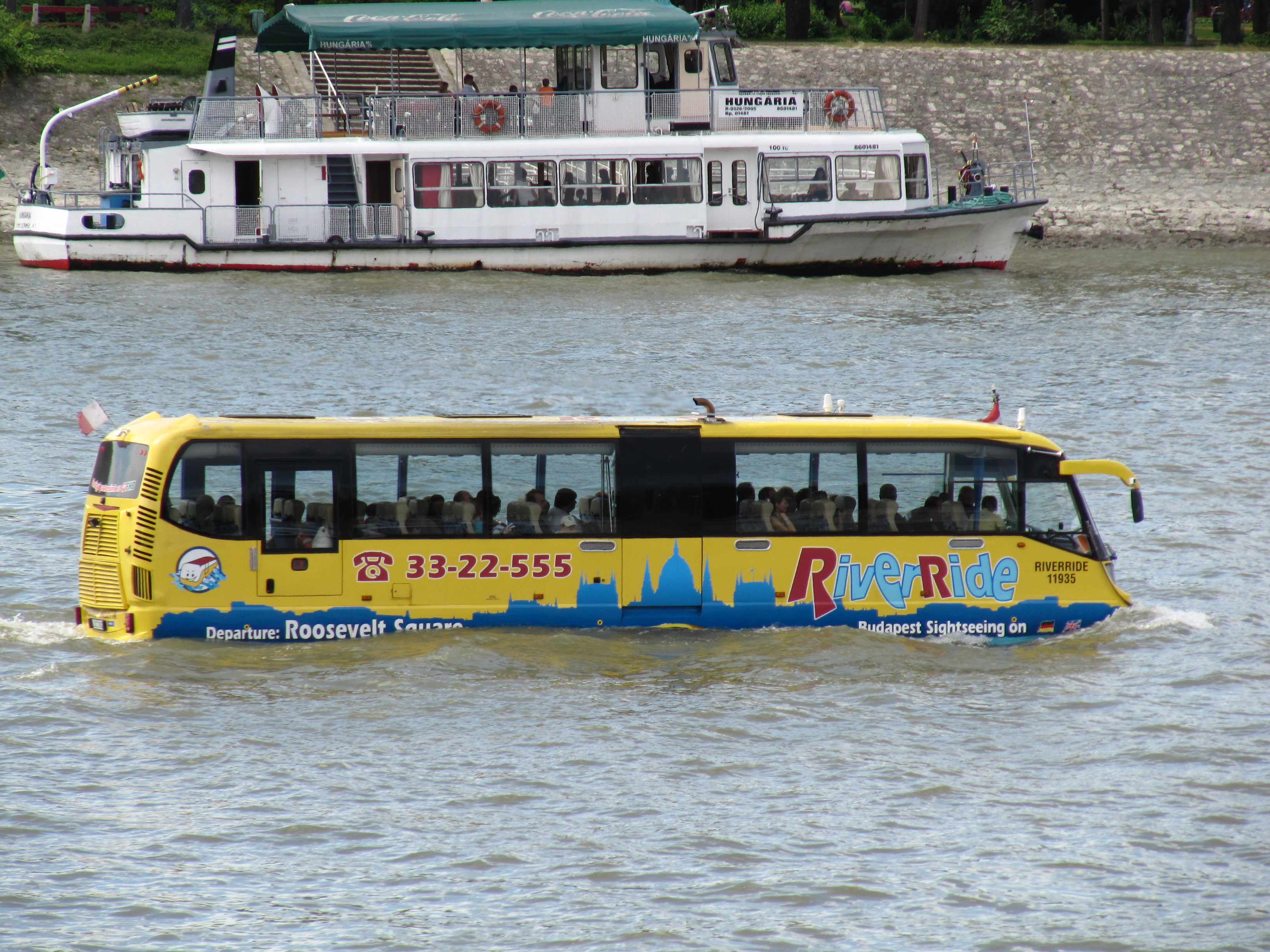
Ein AmphiCoach GTS-1 (auch „Wasserbus“) in Budapest

Am 9. September 2016 hatte ein Amphibienbus des Unternehmers Erich Berer seine Jungfernfahrt in der Salzach in der Stadt Salzburg. Der Zweiachser bietet hinter 2 Mann Besatzung 26 Passagieren Platz in der Kabine, weist seitlich je einen kreissegmentförmig etwas auskragenden Schwimmkörper und zwei Schiffsschrauben auf. Er hatte bereits im Oktober 2013 die naturschutzrechtliche Bewilligung, und danach die Genehmigung nach dem Wasserrecht des Landes und die Schifffahrtskonzession erhalten. Das Fahrzeug ist eine Einzelanfertigung, die in Linz, Salzburg und im bayrischen Traunstein gebaut worden ist und deren Entwicklung vier Jahre gedauert hat. Drei Motoren leisten in Summe 630 PS neben einem Lkw-Fahrmotor erhielt das Fahrzeug zwei Volvo-Penta-Schiffsdiesel – jeweils auf eine Schraube wirkend – eingebaut. Der Wasser- und Straßenbus wiegt dank Leichtbau 7,7 t, ist 9,50 m lang und klimatisiert.

## Aufbau
Es gibt einige grundsätzliche Unterscheidungen bezüglich des Aufbaus eines amphibischen Fahrzeuges:

### Schwimmwürste / Schwimmkörper
Schwimmwürste stellen den einfachsten Weg dar, ein Fahrzeug schwimmfähig zu machen. Hierzu werden meist seitlich am Fahrzeug Schwimmkörper befestigt, die entweder aufblasbar oder massiv ausgeführt werden. Aufblasbare Schwimmwürste erfordern mehr Zeit, bis die Schwimmfähigkeit erreicht wird, sind aber einfacher zu transportieren als die meist recht sperrigen festen Gebilde. Sie sind für alle Fahrzeuge verwendbar; die Umbaumaßnahmen am Fahrzeug sind begrenzt. In einer weiteren Version werden die Komponenten, welche das Fahrzeug zum Schwimmen braucht, in einem Anhänger mitgeführt. So realisiert in dem Prototyp Armins-Ponton.

### Schwimmfähiger Rumpf
Soll der Rumpf eines Fahrzeuges schwimmfähig werden, sind umfangreiche Karosserieänderungen nötig, um diese von der Bordwandkante abwärts gegen Wasser abzudichten. Problematisch ist dabei stets die Kraftübertragung vom gewöhnlich innerhalb der Hülle sitzenden Motor zu den angetriebenen Achsen und die Durchführung der Lenksäule. Hierzu wird entweder die komplette Antriebseinheit ab dem Getriebe außerhalb der Karosserie belassen, oder es werden nur die Räder mit Aufhängungen außerhalb des Schwimmkörpers montiert und die Achsen abgedichtet. Die hierbei verwendeten Dichtungen sind durch die ständige Bewegung beim Ein- und Ausfedern einem starken Verschleiß ausgesetzt. Die Firma Spios hat zur Umgehung dieser Problematik auf eine Federung ihres Fahrzeugs verzichtet, was zu Zulassungsproblemen in Deutschland führt und unter Umständen Risse der Außenhülle im Bereich der Achsdurchführungen zur Folge haben kann.
Einige Amphibienfahrzeuge nutzen eine Kombination aus den vorgenannten Möglichkeiten; so wurden z. B. am Prototyp des Terrawind Ausleger mit aufblasbaren Schwimmern nachgerüstet, um die Stabilität im Wasser zu erhöhen.

### Antrieb im Wasser
Zum Antrieb im Wasser werden verschiedene Konstruktionsprinzipien genutzt:
- im Fahrzeugrumpf montierter Wasserstrahlantrieb, der vom Fahrmotor angetrieben wird (z. B. Watercar)
- am Verteilergetriebe/an der Kardanwelle montierter Propeller (z. B. Amphi-Ranger)
- hydraulisch angetriebener Propeller (z. B. Fuchs)
- Antrieb über die Räder (z. B. LuAZ-967) bzw. Ketten (z. B. Bv 206 HÄGGLUNDS)
- Antrieb durch Luftschraube oder Strahltriebwerk.
- Schneckochod, Antrieb über längliche, zylindrige Schrauben (z. B. SIL-2906)

## Beispiele

### Militärisch
- AAV7A1
- Alvis Stalwart HMLC

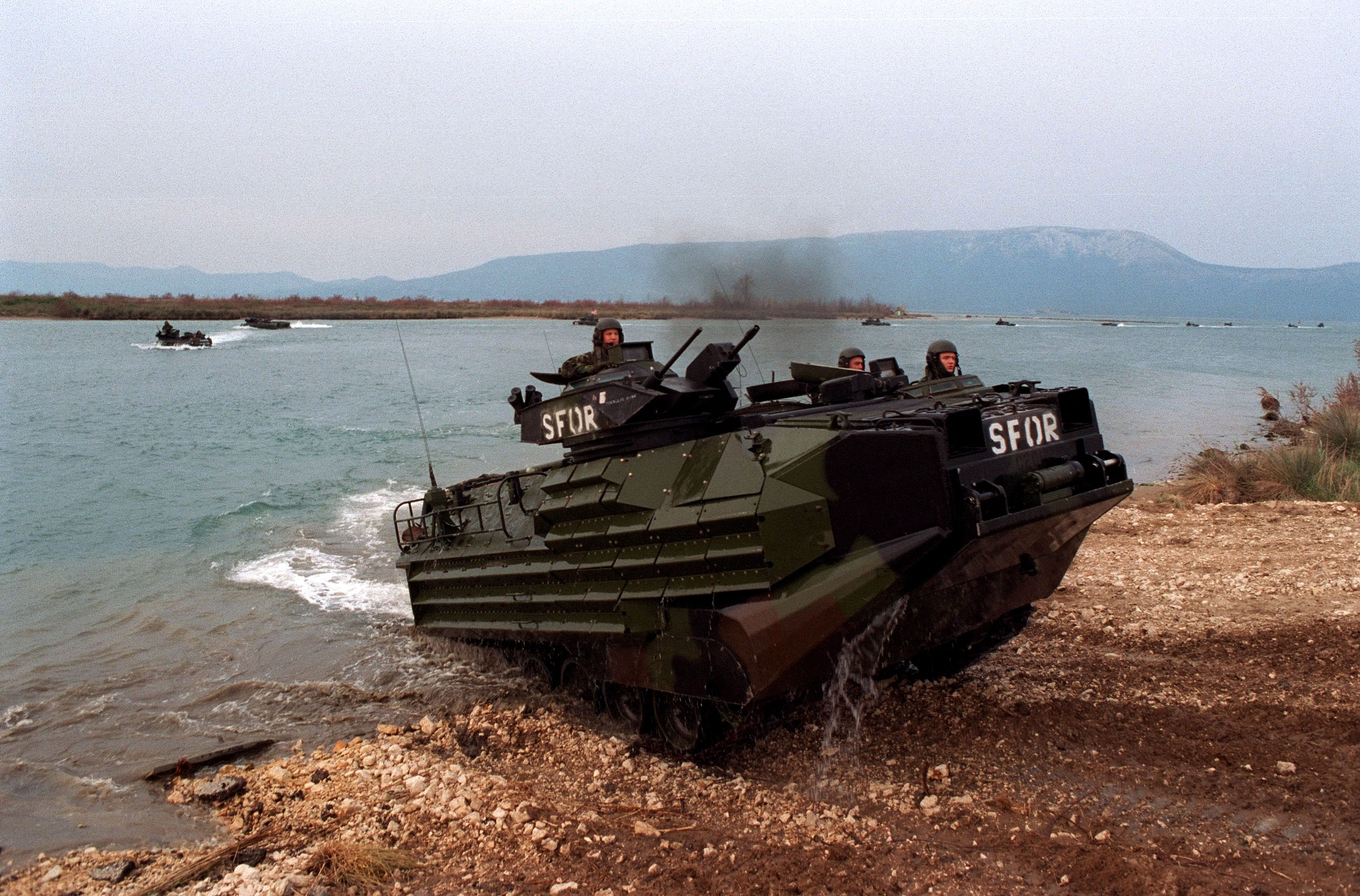
US-amerikanisches Amphibienfahrzeug AAV

- Amphibische Brücken- und Übersetzfahrzeug M2 „Alligator“
- Amphibisches Brücken- und Übersetzfahrzeug M3
- APVT (amphibisches Gefechtsfahrzeug von KNDS Deutschland)
- Bandvagn 206
- BAW
- BMD
- BMP
- BOV
- BRDM-1
- BRDM-2
- BTR
- Bumerang
- DUKW
- Expeditionary Fighting Vehicle
- Fuchs (frühe Ausführung)
- GAZ-46
- GSP-55
- GT-MU
- K-61
- Kurganez-25
- Landing Vehicle Tracked
- LVT-5
- Land-Wasser-Schlepper
- Larc
- Light Armored Vehicle-25
- LuAZ-967
- Luchs
- M113
- Mowag Piranha IB 4×4
- MT-LB
- MT-LBu
- OT-62 TOPAS
- OT-64 SKOT
- Pandur II
- Panhard M3 VTT
- Pars
- Patria AMV
- PT-76
- PTS-M
- Saur 1
- Saur 2
- Sisu Pasi
- Sprut-SD
- TATA Kestrel
- Terrapin Mk I
- Trippel SG 6
- Typ 2 Ka-Mi
- Typ 63A
- VAB
- VW Typ 128
- VW Typ 166
- WZ551

### Zivil
- Amphicar 770
- AmphiCoach GTS-1
- Amphi-Ranger
- Armins-Ponton
- Gibbs Aquada
- Sherp
- Solo 750
- VW Country Buggy

## Aktive Hersteller ziviler Amphibienfahrzeuge

### Bausätze und Umbausätze
- Dutton Marine ist ein Umbau auf Basis des Suzuki Samurai bzw. Suzuki Jimny.
- Watercar stellt ein sportliches Cabrio mit 300-PS-Motor her.

### Fertige Fahrzeuge
- Sealegs ist ein Boot mit einklappbaren Rädern.
- Bejing baut in China amphibische Fahrzeuge auf Isuzu-Basis, die westliche Abgasvorschriften nicht erfüllen und deshalb hier nicht zulassungsfähig sind.
- Spios ist ein deutscher Hersteller. Aufgrund der ungefederten Bauweise ist er in Deutschland nur als landwirtschaftliches Fahrzeug bis 25 km/h zulassungsfähig.
- Amphicoach stellt den schwimmfähigen Bus AmphiCoach GTS-1 her.
- C.A.M.I. LLC produziert neben einem luxuriösen Wohnmobil auch noch Reisebusse, Roadster und Geländewagen.
- Gibbs Technologies ist britischer Hersteller des Gibbs Aquada (schwimmfähiger Roadster), des Gibbs Humdinga (schwimmfähiger Geländewagen) sowie des Gibbs Quadski (Mischung aus Quad und Jetski).
- Das ukrainische Unternehmen Scherp stellt das geländegängige gleichnamige Amphibienfahrzeug her.
- Die Tupolew A-3 ist ein Ganzmetall-Amphibienfahrzeug.

## Veranstaltung
Seit den 1960er Jahren wird im Salzkammergut ein Schwimmwagentreffen organisiert. Es war am Attersee (…, 2018), Mondsee (…, 2019), Traunsee (2016, 2017) und Wolfgangsee zu Gast. Typischer Termin ist Pfingsten (8.–10. Juni 2019).
2019 schätzt der Organisator, der Linzer Zahnarzt Michael Stelzl, dass es in Österreich etwa 50 bis 60 Schwimmautos gibt, von denen noch etwa 25 schwimmfähig sind. 2018 schwammen etwa 40 Fahrzeuge im Attersee.

## Galerie

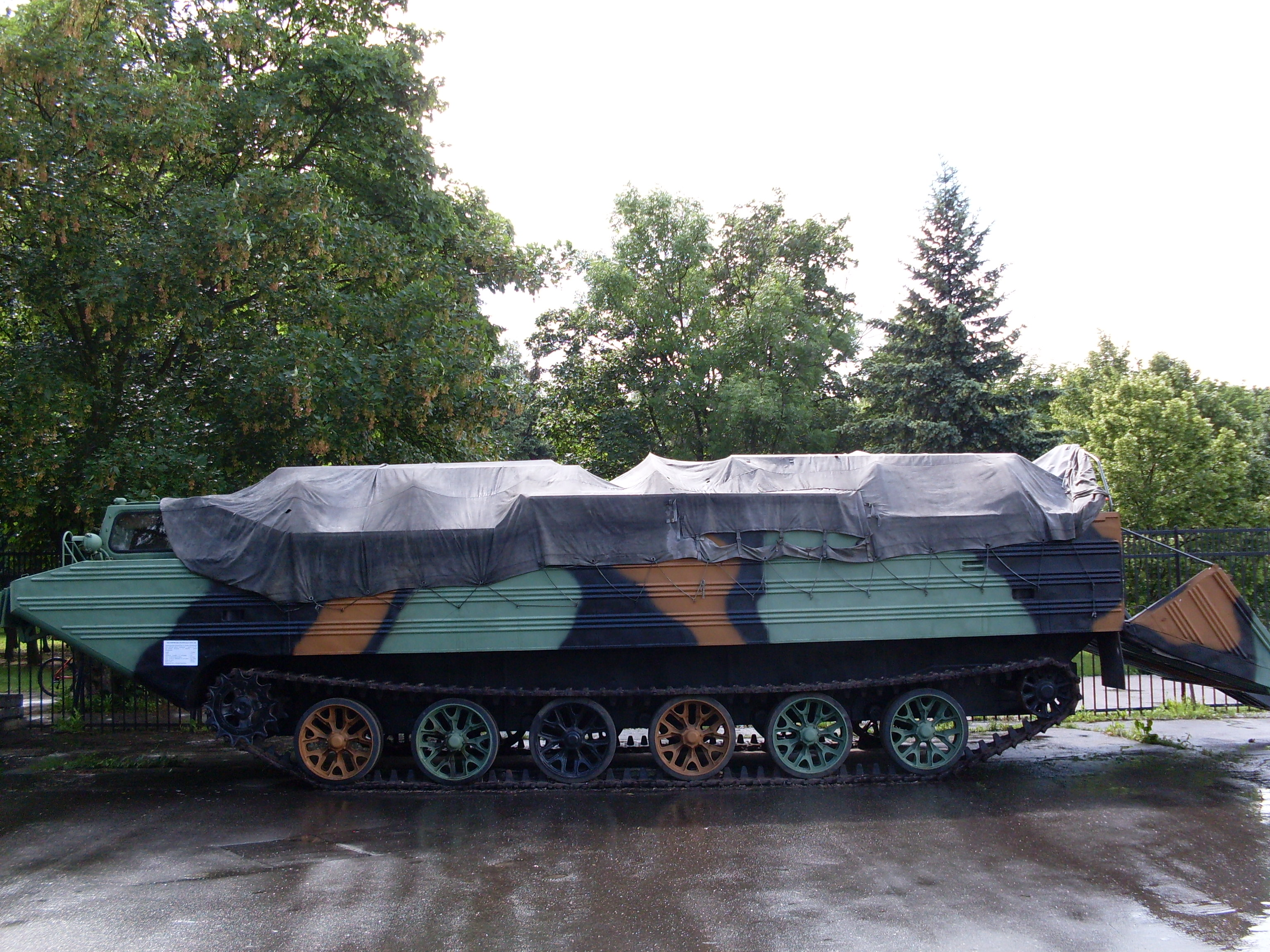
Sowjetisches Amphibienfahrzeug PTS-M
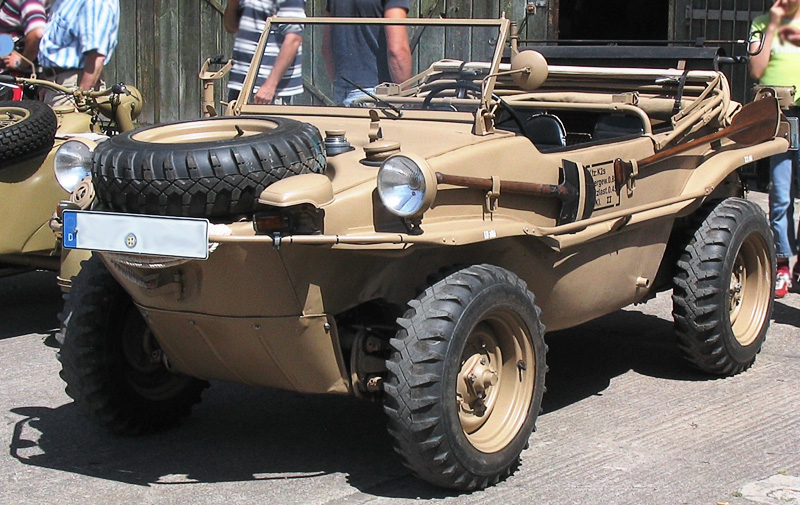
VW Typ 166
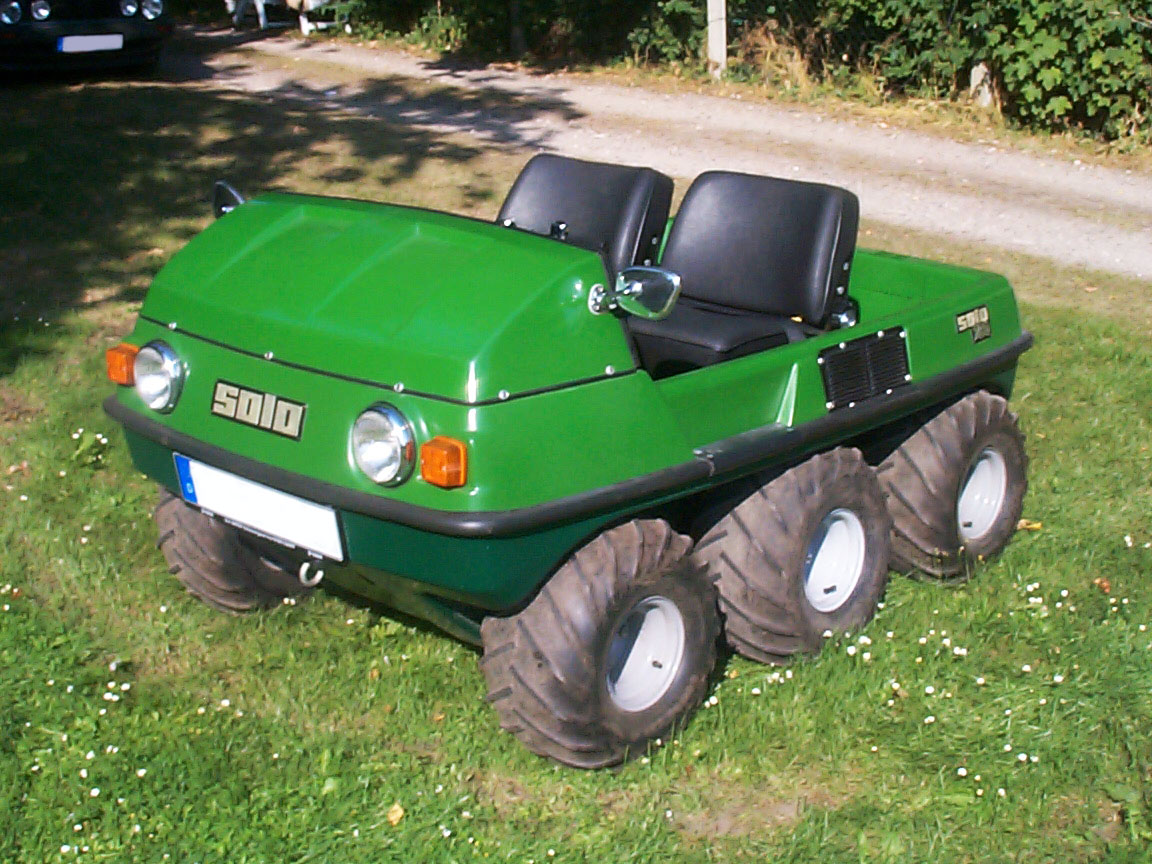
Solo 750
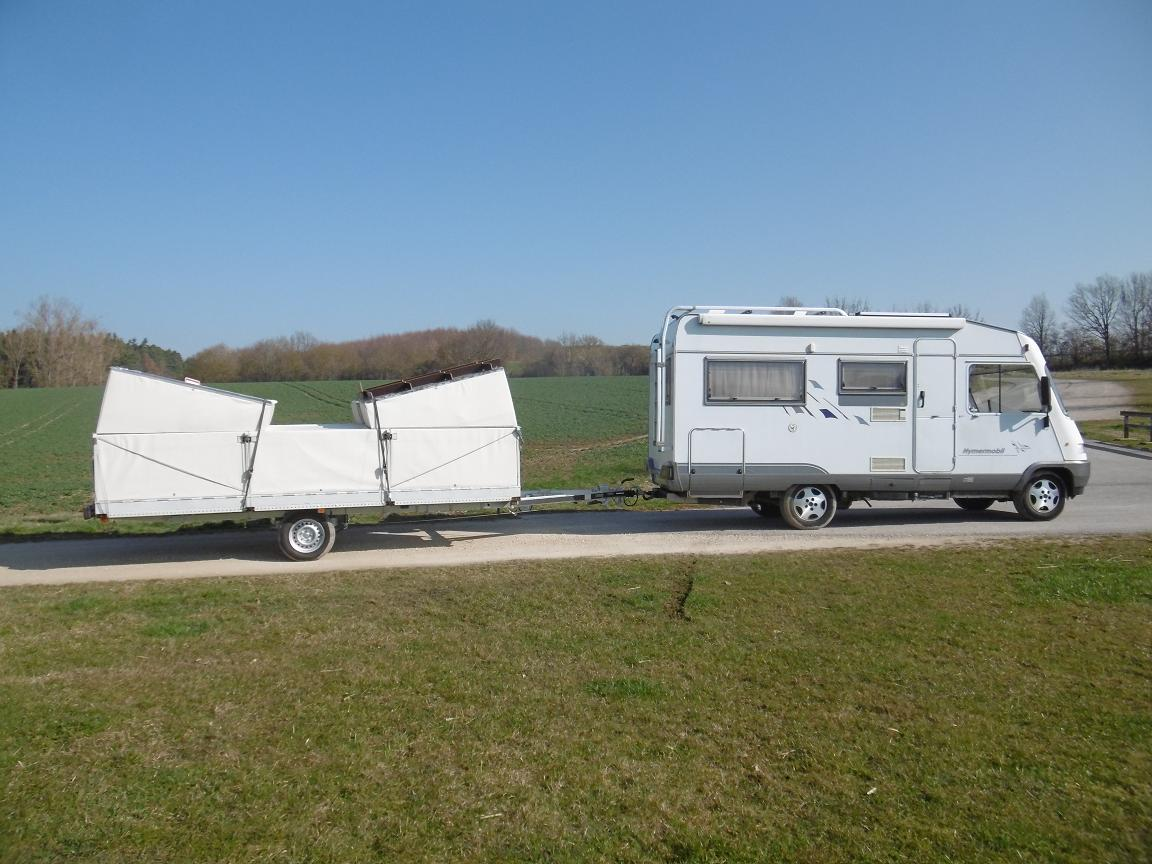
Armins-Ponton